# Миллер, Мередит
Мередит Миллер (англ. Meredith Miller, род. 26 декабря 1973, Рокфорд) — американская профессиональная велогонщица.

## Карьера
Мередит Миллер училась в средней школе Гилфорда, которую окончила в 1992 году, затем поступила в Висконсинский университет в Мадисоне и Университет штата Калифорния в Сан-Франциско, где получила степень бакалавра и магистра кинезиологии в 1996 и 2002 годах соответственно. Миллер занималась лёгкой атлетикой в средней школе и футболом как в старших классах, так и в колледже. После окончания колледжа она один сезон играла в полупрофессиональный футбол за команду из Мэдисона, после чего её познакомил с велоспортом её тогдашний бойфренд.
В 2002 году она подписала свой первый профессиональный контракт с командой Talgo America Cycling Team, присоединившись к Деде Демет-Барри, Сью Палмер-Комар и Энн Самплониус. Миллер заняла место грегари.
Переехав в Данию осенью 2002 года, она присоединилась к датской профессиональной велокоманде S.A.T.S. на сезон 2003 года. В том сезоне она провела четыре многодневки, а также ещё 35 однодневных гонок. В 2004 и 2005 годах она также придерживалась аналогичной программы. В эти годы она участвовала в большинстве этапов Кубка мира, включая: Тур Фландрии, Флеш Валонь Фамм, Тур де л'Од феминин, Джиро Роза, Гранд Букль феминин, а также в Северной Америке на таких гонках, как Монреаль Ворлд Кап.
В 2005 году она переехала в Новую Зеландию, но продолжала выступать за команду S.A.T.S., проживая во Франции большую часть сезона. В конце сезона S.A.T.S. распалась.
В 2006 году, когда она всё ещё жила в Новой Зеландии, работа привела её в США, где она стала выступать за команду Team Lipton. Команда из региональной достигла уровня национальной, в неё входили: Миллер, Лаура Ван Гилдер и Кристин Армстронг. Команда планировала поддерживать своих спортсменов до Олимпийских игр 2008 года.
Выступая за команду в 2007 году, Миллер выиграла второй этап и общий зачёт на этапе многодневки в Сан-Димасе.
В конце 2007 года команда распалась, а в 2008 году Миллер присоединилась к женской команде Aaron’s Pro Women’s Cycling.
Год, проведенный с Ааронс, был судьбоносным. Когда сезон подходил к концу, она решила попробовать велокросс. Директор команды, Кармен Д'Алусио, сама занимавшаяся велокроссом, предложила заняться велокроссом по полной программе и помогла найти ей место в команде California Giant Strawberries, поскольку и у Aaron’s, и у Cal Giant был один спонсор — Specialized. Мередит Миллер дебютировала на второй ежегодной гонке CrossVegas, заняв девятое место. Гонки были весёлыми, сезон успешным, и отношения сохранились на следующие шесть сезонов.
В 2009 году Миллер присоединилась к команде TIBCO. Она присоединилась к чемпионке страны 2008 года Брук Миллер, а также Кэтрин Кэрролл, Джерике Хатчинсон, Эмбер Раис, Элисон Старнс и Лорен Тамайо. Будучи подписана в качестве дублёра для поддержки Миллер, она одержала свою самую большую победу на шоссе, выиграв национальный чемпионат по шоссейному велоспорту. Это привело к участию в чемпионате мира в Мендризио (Швейцария), где она ехала в поддержку Кристин Армстронг (4-я), отдав свой велосипед, когда Армстронг сошла с дистанции.
В велокроссе она росла как гонщица, заняв второе место на национальных соревнованиях в 2009 году и получив право участвовать в чемпионате мира по велокроссу в 2010 году, где заняла 12-е место. Эта поездка положила начало пятилетней полосе представления Соединённых Штатов на чемпионатах мира по велокроссу.
В 2010 году она продолжала делить свое время между TIBCO на шоссе и Cal Giant в велокрокроссе. В TIBCO она стала капитаном шоссейной команды. В велокроссе она заняла третье место на национальных соревнованиях. Она представляла свою страну в велокроссе на Чемпионатах мира в 2011, 2012 и 2013 годах.
В 2013 году, когда сезон шоссейных гонок подошёл к концу, она решила завершить карьеру шоссейника и посвятить себя велокроссу. Она интервью VeloNews она сказала: «В этом году мне всё ещё весело, но я определённо устаю и не хочу больше так часто бывать вдали от дома, и просто почувствовала, что пришло подходящее время, я всё ещё не знаю, что буду делать дальше».
Следующим оказалось создание команды по велокроссу. В сезоне 2014 года она основала команду Noosa Professional Cyclocross Team. Её роль заключалась в том, чтобы быть гонщиком, со-менеджером и совладельцем. Она привлекала спонсоров и управляла ими, работала над связями с общественностью, управляла бюджетом команды, логистикой и персоналом, и при этом успевала тренироваться и участвовать в гонках. Самая большая победа в её карьере в велокроссе была одержана на CrossVegas, дебютировав в новой команде на этом мероприятии.
Выступая за команду Noosa в велокроссе, она периодически участвовала в шоссейных гонках за команду Pepper Palace, чтобы поддержать форму перед сезоном велокросса.
Мередит Миллер ушла из большого велокросса по окончании сезона 2015—16 годов.
Но даже в отставке она была занята. В 2016 году она выиграла Grinduro, после чего заняла пятое место в местной гонке по велокроссу, U.S. Open of Cyclocross в Боулдере.
После Grinduro она сказала журналу Cyclocross Magazine: «Когда я ушла из гонок, я всё ещё любила свой велосипед. Я всё ещё любила гонки, на самом деле. Я устала от интервалов. Я устала от необходимости ездить на велосипеде. Без стресса структурированных тренировок я получала ещё больше удовольствия от езды на велосипеде».
В январе 2018 года она выиграла чемпионат США по велокроссу среди женщин в одиночном разряде в Рино (штат Невада).
В 2023 году она работала в компании Rapha в своём родном городе Боулдер (штат Колорадо).

## Достижения

### Шоссе
2007
Многодневная гонка Сан-Димас:
Генеральная классификация
2-й этап
2009
 Чемпионат США — групповая гонка
2010
Критериум Sea Otter Classic

### Велокросс
2008—2009
2-я на Чемпионате США
2009—2010
3-я на Чемпионате США
2010—2011
Гран-при Глостера 2
Велокросс Провиденс 2
Джингл Кросс Рок 1, Айова
Джингл Кросс Рок 2, Айова
Джингл Кросс Рок 3, Айова
2011—2012
Джингл Кросс Рок 1, Айова
Джингл Кросс Рок 3, Айова
Велокросс Лос-Анджелес 1
Велокросс Лос-Анджелес 2
2013—2014
3-я на Чемпионате США
2014—2015
Клиф-Бар КросВегас, Лас-Вегас
 Серебряная медаль Панамериканского чемпионата по велокроссу
2015—2016
Ellison Park CX Festival 2, Рочестер

### Статистика выступления наГранд-турах
| Гонка / Год          | 2003           | 2004           | 2005           | 2006 | 2007 | 2008 | 2009 |
| -------------------- | -------------- | -------------- | -------------- | ---- | ---- | ---- | ---- |
| Гранд Букль феминин  | 36             | —              | —              | —    | —    | —    | —    |
| Рут де Франс феминин | не проводилась | не проводилась | не проводилась | —    | 49   | —    | —    |
| Тур де л'Од феминин  | 34             | 43             | 63             | —    | —    | —    | —    |
| Джиро д’Италия Донне | 61             | 77             | 50             | —    | —    | —    | 77   |

### Рейтинги
| Год                 | 2010  | 2011  |
| ------------------- | ----- | ----- |
| Мировой рейтинг UCI | 324-й | 213-й |
|                     |       |       |
| Источник: UCI       |       |       |